# Metro van Taoyuan
De metro van Taoyuan  is het metrostelsel van de Taiwanese stad Taoyuan, een stadsprovincie met ruim 2 miljoen inwoners iets ten zuidwesten van de  hoofdstad, Taipei. Sinds 2017 is de eerste lijn, die het centrale station van Taipei via Nieuw Taipei met het internationale vliegveld in Taoyuan verbindt, geopend. Oorspronkelijk waren de blauwe en paarse lijn voorzien als twee aparte lijnen (zie het kaartje rechts), maar gaandeweg werden beide projecten samengevoegd tot een lijn met 21 stations, waarover twee diensten gereden worden: een die bij ieder station stopt (blauw) en een snelservice, die bij zeven stations halteert (paars). De blauwe metrostellen zijn van Kawasaki; het zijn Kawasaki–TRSC Class 1000s. De paarse service wordt eveneens gereden met materieel van Kawasaki: Kawasaki Class 2000. Het uitzicht vanaf de op pilaren gelegen spoorbaan is indrukwekkend: dit geldt zowel voor het stedelijke landschap als voor de heuvels rond Taipei die de lijn doorkruist.
Er wordt gebouwd aan een uitbreiding van deze lijn aan de Taoyuanse zijde en men is begonnen met de bouw van de groene lijn. Ook zijn er nog drie andere toekomstige lijnen gepland (oranje, lichtbruin en donkerbruin op de kaart).
De Taoyuan Metro Corporation is een joint venture tussen de overheden van Taoyuan, Taipei en Nieuw Taipei. Het is het derde metrosysteem van het land, na de metro van Taipei en die van Kaohsiung.

## Geschiedenis
De plannen voor een metrosysteem gaan terug naar 1989, toen een verkennende haalbaarheidsstudie werd opgesteld. In de jaren hierna werden vanuit de diverse verantwoordelijke overheden plannen geschreven, de verantwoordelijke overheid wisselde nog wel eens; om deze en onder meer financiële redenen werd het begin van de bouw uitgesteld tot in 2006. De bouw van de eerste lijn was een samenwerking tussen het Railway Bureau (onderdeel van het Ministry of Transportation and Communications) en de ingenieursbureaus van Taipei City en Taoyuan City. In maart 2011 kondigde het Bureau of High Speed Rail, die een controlerende taak kende, dat het 11,4 km lange op pilaren gebouwde deel tussen Dayuan station (A15) en Xingnan station (A20) gereed was gekomen. De milieu effect rapport voor de rest van de lijn werd in juli 2014 goedgekeurd, waarna, na een besluit het tweede deel tussen 2015 en 2019 werd geconstrueerd.

## Afbeeldingen

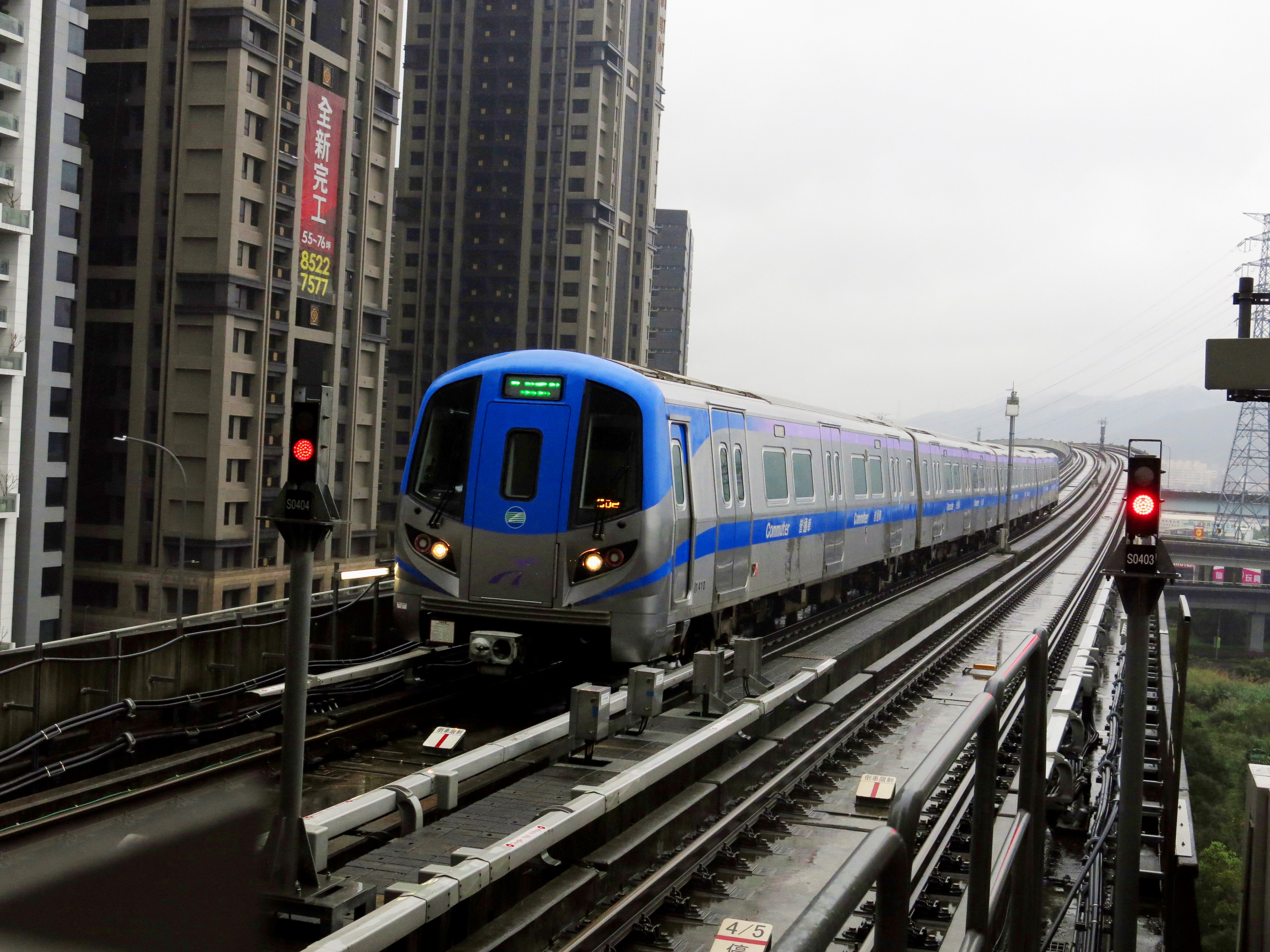
Blauwe service, stopt bij iedere halte
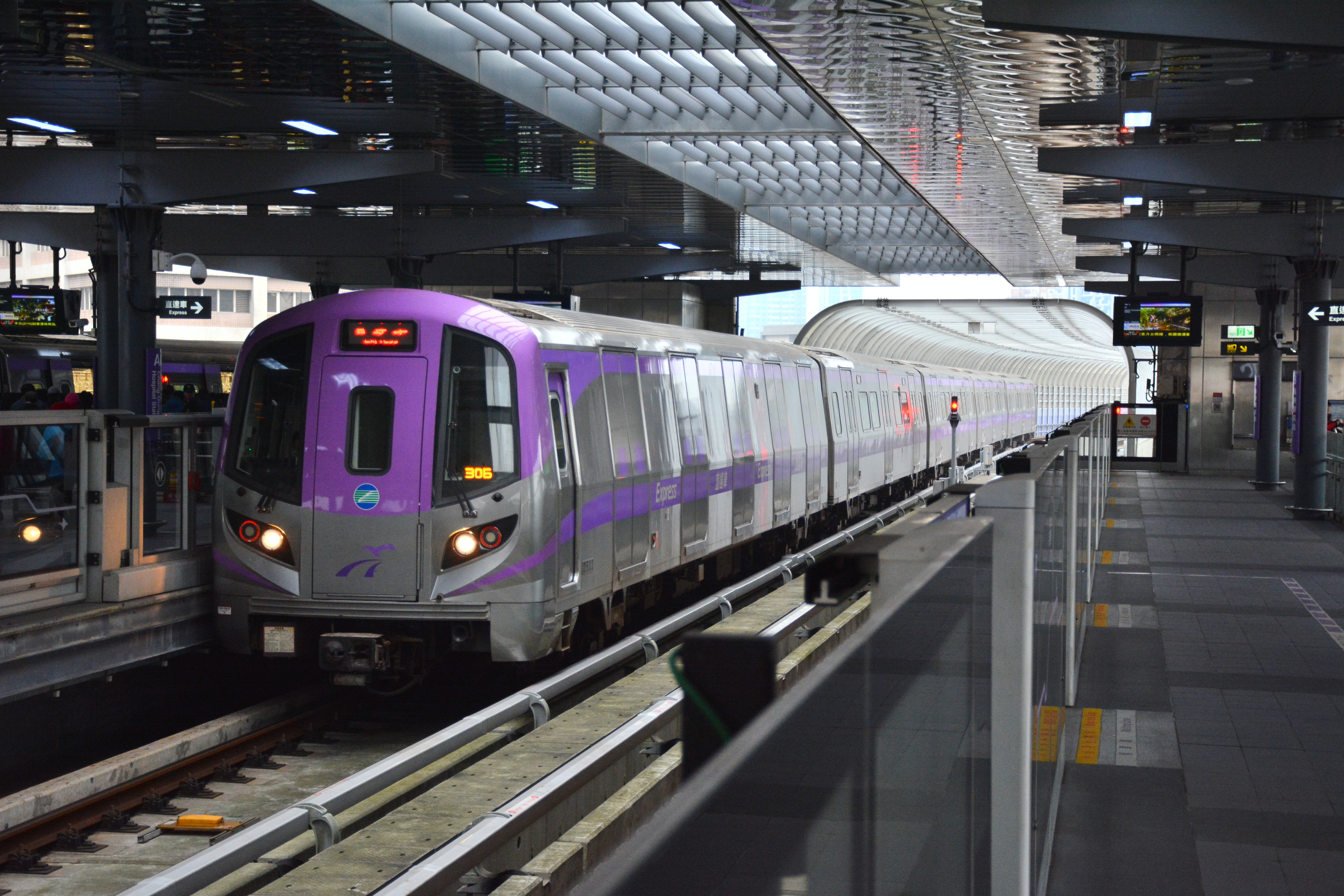
Paarse service, stopt bij zeven stations
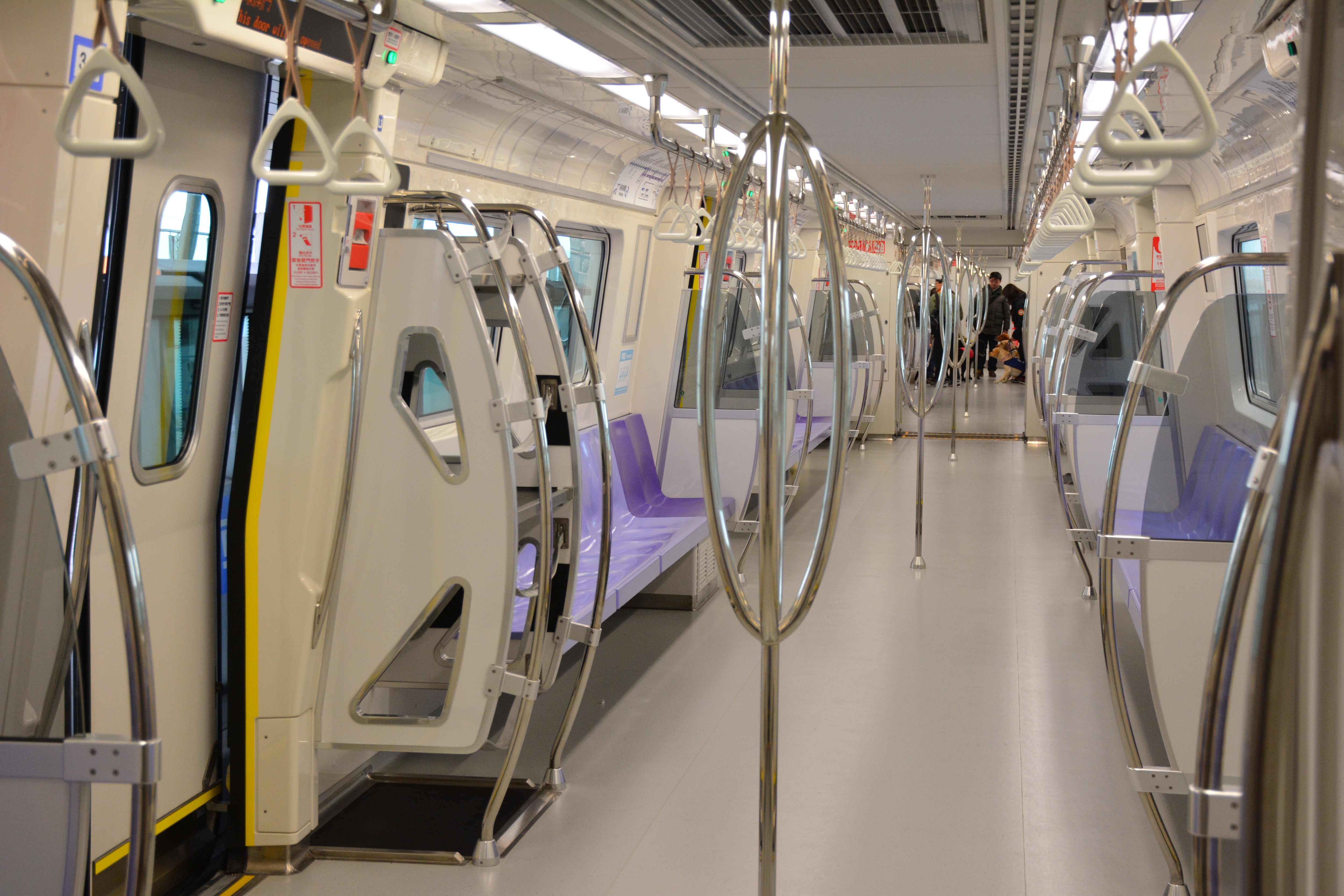
Interieur van een blauwe trein
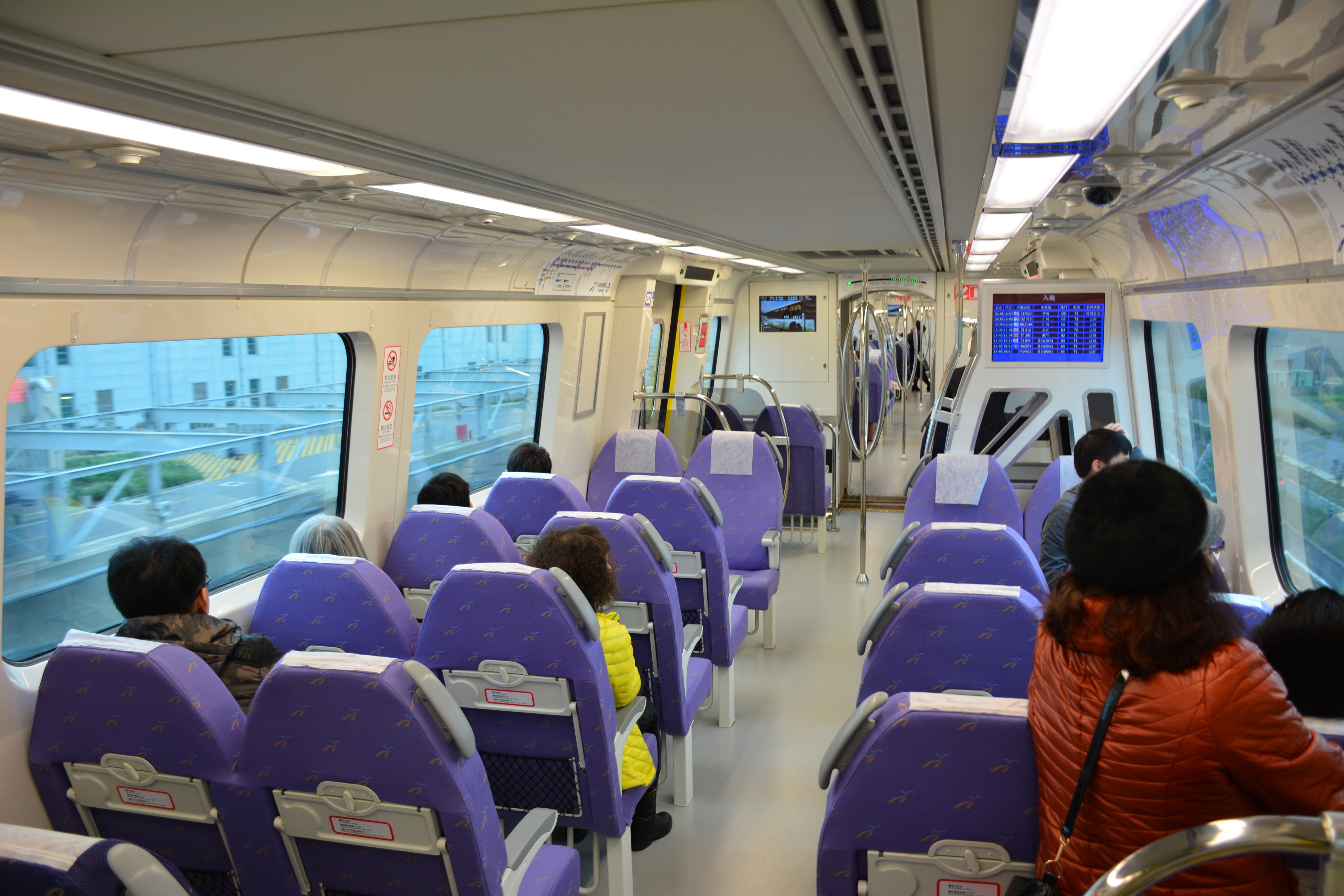
Interieur van een paarse trein
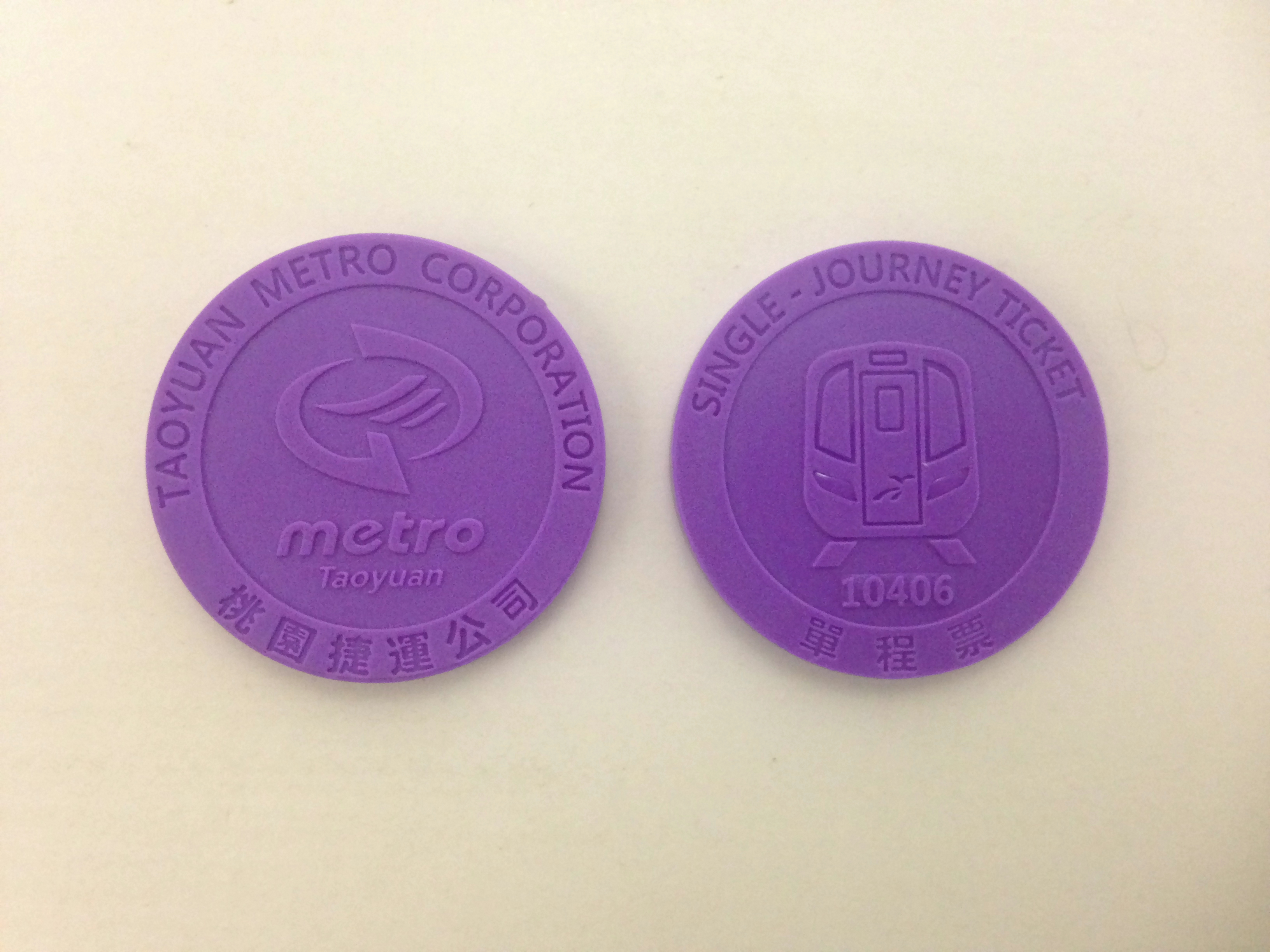
Metromuntjes
Kaart van de eerste lijn (klikken voor vergroting)